# کنشین کاواکامی
کنشین کاواکامی (انگلیسی: Kenshin Kawakami؛ زادهٔ ۲۲ ژوئن ۱۹۷۵) بازیکن بیس‌بال اهل ژاپن بود.